# Giustiniano Partecipazio
Giustiniano Partecipazio (VIII secolo – Venezia, 829) fu, secondo la tradizione, l'11º doge della Repubblica di Venezia.

## Biografia
Figlio di Elena e del doge Angelo Partecipazio, venne da questi inviato in missione a Costantinopoli per rinsaldare i legami della città lagunare con il basileus dei Romani Leone V l'Armeno, alla cui corte ricevette il titolo di ipato. Ritornado a Rivoalto, Giustiniano recava quindi con sé, come ulteriore segno dell'amicizia di Leone, le reliquie di San Zaccaria e denaro sufficiente ad erigere in onore del santo una chiesa ed un convento.
Al suo arrivò trovò però che durante la propria assenza il padre aveva nominato il fratello minore Giovanni come co-Dux, per affiancarlo al trono. Giustiniano reagì rinchiudendosi in volontario esilio assieme alla moglie nel proprio palazzo vicino alla chiesa di San Severo.

### Coreggenza
Il padre si trovò costretto a deporre Giovanni, nominando Giustiniano quale nuovo co-Dux, assieme al figlio Angelo II (era circa l'anno 818). Giustiniano non era però ancora soddisfatto e pretese dunque che il fratello venisse esiliato e confinato a Zara.
L'episodio poteva dirsi concluso sennonché Giovanni riuscì a fuggire e a raggiungere prima la Schiavonia e da qui a recarsi a Bergamo, presso l'imperatore Ludovico per chiedere il sostegno dei Franchi. Venuti a conoscenza del fatto, Giustiniano ed il padre Angelo inviarono a Ludovico ambasciatori per chiedere che Giovanni gli venisse consegnato. Ludovico, che in quel momento desiderava mantenere buoni rapporti con i Veneziani ed i loro protettori bizantini, accondiscese alla richiesta. Il ribelle venne quindi condotto a Venezia e poi immediatamente rispedito in esilio, ma questa volta in un posto molto più sicuro: Costantinopoli.
Era stata appena risolta la ribellione di Giovanni che nell'820 i due dogi dovettero affrontare una congiura ordita dal patriarca di Grado Fortunato con l'aiuto di alcuni nobili veneziani. Scoperta la congiura, Giustiniano ed Angelo misero a morte due dei capi, Giovanni Tornarico e Bono Brandesso, ma non riuscirono a mettere le mani su un terzo, Giovanni Monetario, e soprattutto sul patriarca, entrambi fuggiti in territorio imperiale. I beni del Monetario vennero però per tutto conto confiscati, mentre Fortunato venne deposto e sostituito dall'abate di San Servolo, insediato col nome di Giovanni V.
Quando, appena cinque anni dopo, Giovanni V rinunciò alla carica e i dogi gli consentirono di tornare alla vita monastica e nominarono al suo posto Venerio Trasmondo. Perdipiù i Parteciaci provvidero a donare ai monaci di San Servolo delle proprietà sulla terraferma, dove venne eretta l'abbazia di Sant'Ilario.
Frattanto, essendo stato in Oriente spodestato Leone ed essendo divenuto Michele il Balbo nuovo imperatore, Giustiniano inviò il figlio Angelo II a rendergli omaggio e a confermare la fedeltà di Venezia. Durante la permanenza a Costantinopoli, però, l'erede morì, lasciando Giustiniano senza figli.

### Dogado

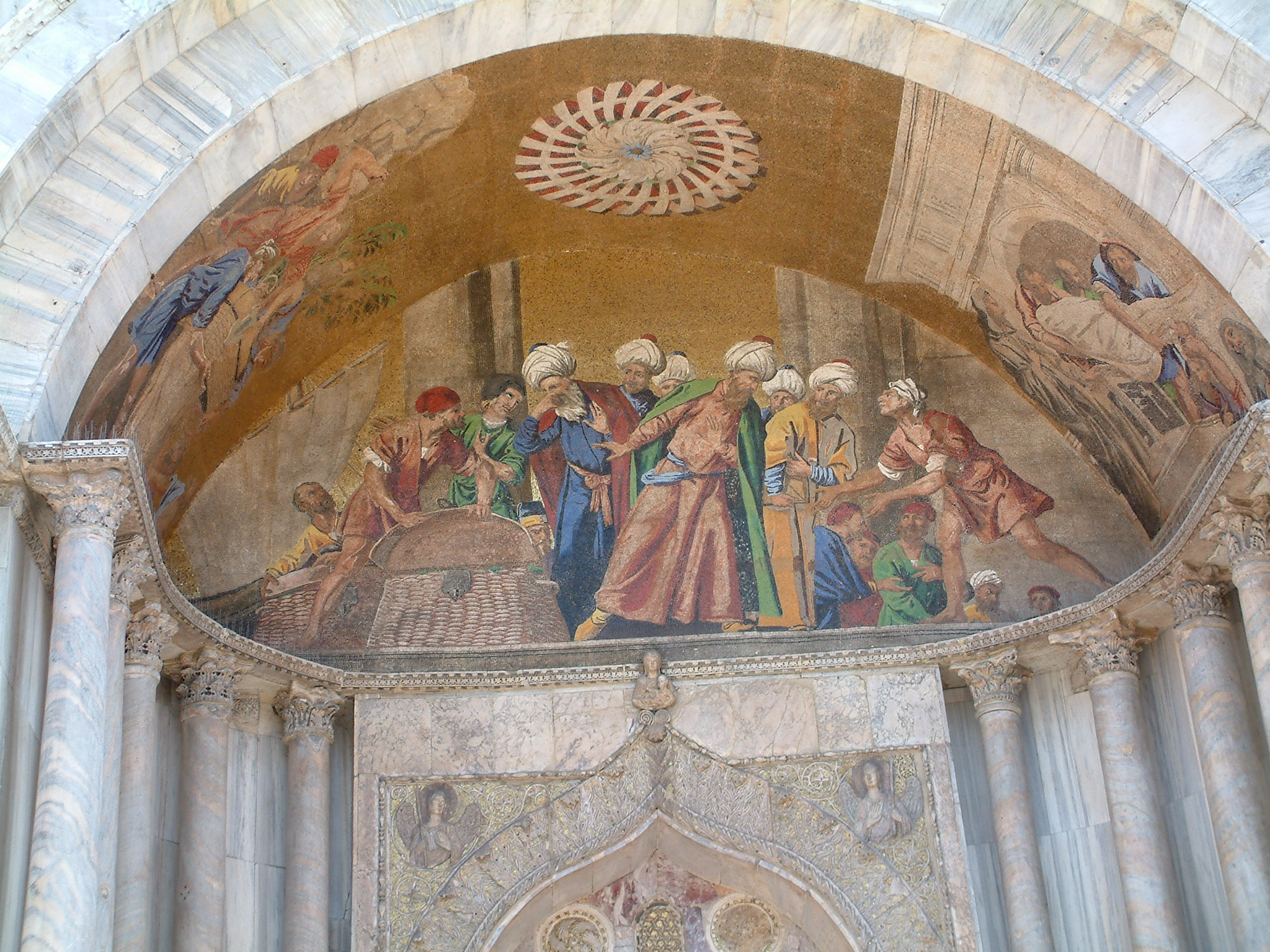
Trafugamento del corpo di San Marco in una raffigurazione musiva della facciata della basilica marciana a Venezia.

Alla morte del padre, nell'827, Giustinano, ormai già vecchio, rimase unico doge. Data l'età, il suo regno si prospettava come breve, ma risultò comunque denso di avvenimenti.
L'imperatore d'Oriente chiese infatti aiuto militare a Venezia per una spedizione contro i Saraceni in Sicilia, fatto che rappresentava un riconoscimento della forza militare della nascente Venezia: il successo di tale spedizione aumentò di molto il prestigio della città.
Quasi al contempo, il 6 giugno di quello stesso anno, però, l'imperatore Lotario tentava di sferrare un nuovo colpo convocando a Mantova un concilio per ristabilire il primato del patriarcato di Aquileia sulla metropolia di Grado. Conformemente alle sue attese il concilio aveva deliberato la sottomissione delle diocesi dell'Istria alla potestà dell'aquileiense Massenzio e a nulla era valso l'appello del patriarca rivale Venerio al papa, per l'improvvisa morte di Eugenio II.
La situazione era così particolarmente critica per la chiesa veneziana, quando si verificò l'evento di gran lunga più importante della sua storia: la traslazione del corpo di San Marco Evangelista. Da sette secoli, infatti, la tradizione attribuiva al santo l'evangelizzazione delle genti lagunari e aquileiensi e molti si recavano in pellegrinaggio a venerare le sue spoglie ad Alessandria d'Egitto, dove erano custodite. Così due mercanti veneziani, Bon da Malamocco e Rustico da Torcello, su ordine esplicito di Giustiniano corruppero due monaci alessandrini e trafugarono la salma, facendola passare alla dogana saracena ricoperta di carne di maiale, impura per i musulmani. Così il 31 gennaio 828 il corpo di San Marco, tra il tripudio generale, giunse a Venezia.
Rinforzato in tal modo il prestigio religioso del ducato, col possesso delle sacre e preziosissime reliquie, San Marco divenne nuovo patrono della città e dello Stato, a fianco del bizantino San Teodoro. Giustiniano ordinò quindi la costruzione, accanto alla cappella palatina dedicata a Teodoro, del primo nucleo della basilica di San Marco, su un terreno appartenente alle monache di San Zaccaria, alle quali concesse in cambio un annuo tributo.
Sentendo ormai prossima la fine, Giustinano richiamò urgentemente il fratello Giovanni da Costantinopoli per nominarlo co-Dux e potergli dunque trasmettere la carica. Fece infine testamento, imponendo alla moglie e alla nuora di portare a compimento la nuova chiesa di San Marco. Morì poco dopo, nell'anno 829.